# Römisch-katholische Kirche in Dänemark
Die römisch-katholische Kirche in Dänemark ist eine noch junge Diasporakirche.

## Geschichte
Im 9. Jahrhundert begann die Missionierung Dänemarks. Um 965 ließ sich König Harald Blauzahn taufen. Zum Ende des 10. Jahrhunderts galt die Christianisierung Dänemarks als weitgehend abgeschlossen. Als Anzeichen dafür galten der Übertritt des Herrscherhauses, der führenden Schichten und des überwiegenden Teils des Volkes zum Christentum, dazu die Festigung des kirchlichen Lebens durch die Klöster und die Gründung von Bistümern und Pfarreien.
1537 verfügte König Christian III. von Dänemark und Norwegen für seine Länder die Reformation und löste sämtliche Bistümer vom Papst. Allerdings vollzogen bei weitem nicht alle Dänen diesen Schritt innerlich mit. Darauf deutet hin, dass die dänischen Heiligen noch lange Zeit nach der Reformation im Volk verehrt wurden.
Im 19. Jahrhundert kamen erneut katholische Missionare in das Land, das inzwischen durch die lutherische Staatskirche geprägt war.
Nachdem am 7. August 1868 eine Apostolische Präfektur begründet worden war, die am 12. März 1892 zum Apostolischen Vikariat erhoben wurde, konnte am 29. April 1953 das Bistum Kopenhagen (lateinisch Dioecesis Hafniae) als Landesbistum begründet werden.
Bis 1938 stammten die Ordinarien des 2.160.570 km² (inkl. Färöer und Grönland) großen Apostolischen Präfektur, Apostolischen Vikariats und späteren Bistums Kopenhagen aus Deutschland. Der Benediktinerpater Theodor Suhr war 1938 der erste gebürtige Däne, der in seiner Heimat als Titularbischof amtierte. Ihm folgte der gebürtige dänische Jesuit Hans Ludvig Martensen. Der polnischstämmige Däne Czeslaw Kozon ist der dritte einheimische Bischof in Kopenhagen.
Dänemark und der Heilige Stuhl unterhalten volle diplomatische Beziehungen. Apostolischer Nuntius in Dänemark ist seit Januar 2023 Erzbischof Julio Murat.

## Statistische Angaben
1950 lebten in Dänemark rund 23.000 Katholiken. Bis 2015 wuchs deren Zahl auf rund 44.000 registrierte Katholiken (= 0,8 % der Gesamtbevölkerung), bis 2024 auf 55.000 (= 0,9 % der Gesamtbevölkerung). Ein Großteil der Katholiken sind Einwanderer (von denen sich viele in den Pfarreien nicht haben registrieren lassen); Gottesdienste werden in 14 verschiedenen Sprachen gefeiert. Im Bistum Kopenhagen sind 71 Priester und 165 Ordensschwestern in 45 Pfarreien tätig (Stand 2014).